# Колумбийска жабова костенурка
Колумбийските жабови костенурки (Mesoclemmys dahli) са вид влечуги от семейство Змиеврати костенурки (Chelidae).
Срещат се в малки водоеми в северната част на Колумбия, като през сухия сезон естивират на сушата. Черупката им е овална до елиптична, с маслинен до кафяв цвят и дължина до 23 сантиметра. Хранят се с охлюви, водни насекоми и други водни безгръбначни, риба, земноводни, а понякога и мърша. Видът е критично застрашен от изчезване.